# Pô (Burquina Fasso)

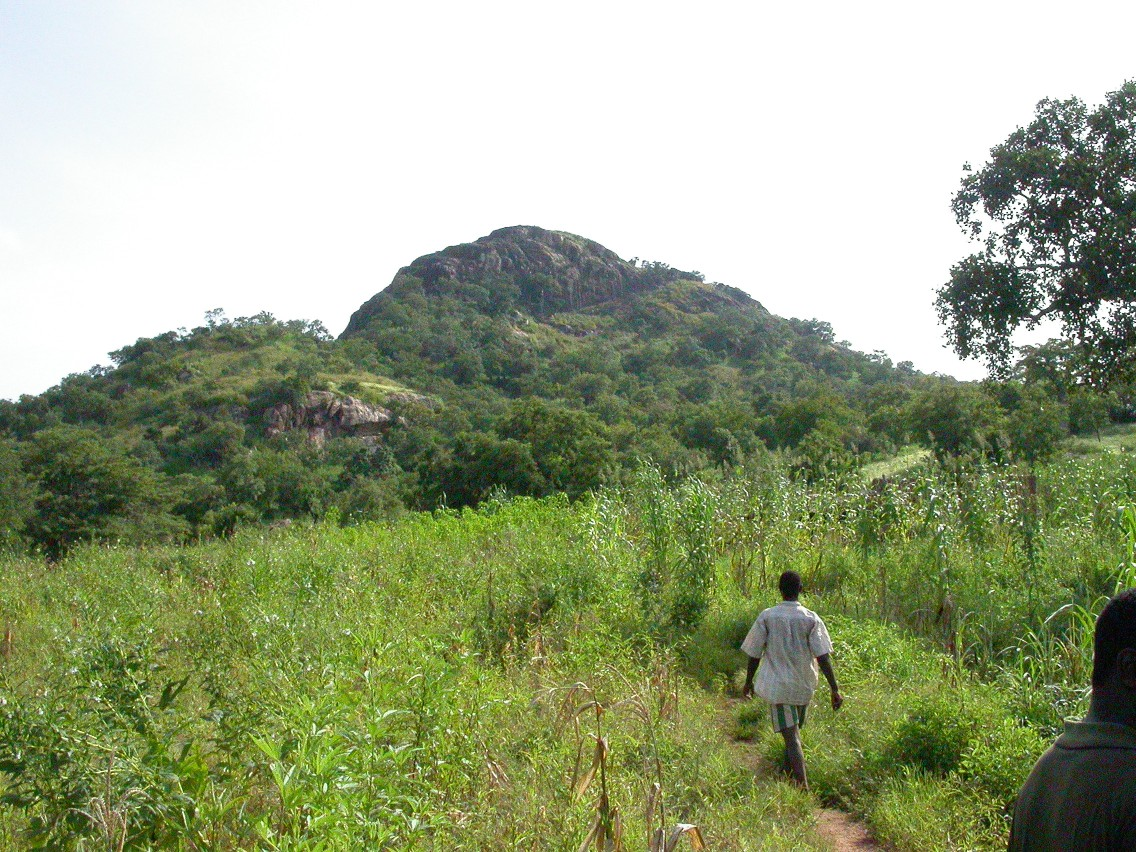
Foto de Nahouri perto de Pô em Burkina Faso.

Pô é uma cidade burquinense, capital da província de Nahouri. Em 2012, sua população estava próximo de 29 193 habitantes.